# Shiqiao (sockenhuvudort i Kina, Henan Sheng, lat 33,93, long 113,90)
Shiqiao är en sockenhuvudort i Kina. Den ligger i provinsen Henan, i den centrala delen av landet, omkring 96 kilometer söder om provinshuvudstaden Zhengzhou. Antalet invånare är 24 076. Befolkningen består av 11 628 kvinnor och 12 448 män. Barn under 15 år utgör 18,0 %, vuxna 15-64 år 70 %, och äldre över 65 år 10,0 %.
Runt Shiqiao är det tätbefolkat, med 819 invånare per kvadratkilometer. Närmaste större samhälle är Jiangguanchi, 8,8 km norr om Shiqiao. Trakten runt Shiqiao består till största delen av jordbruksmark.
Genomsnittlig årsnederbörd är 847 millimeter. Den regnigaste månaden är september, med i genomsnitt 154 mm nederbörd, och den torraste är januari, med 6 mm nederbörd.